# Loco Dice

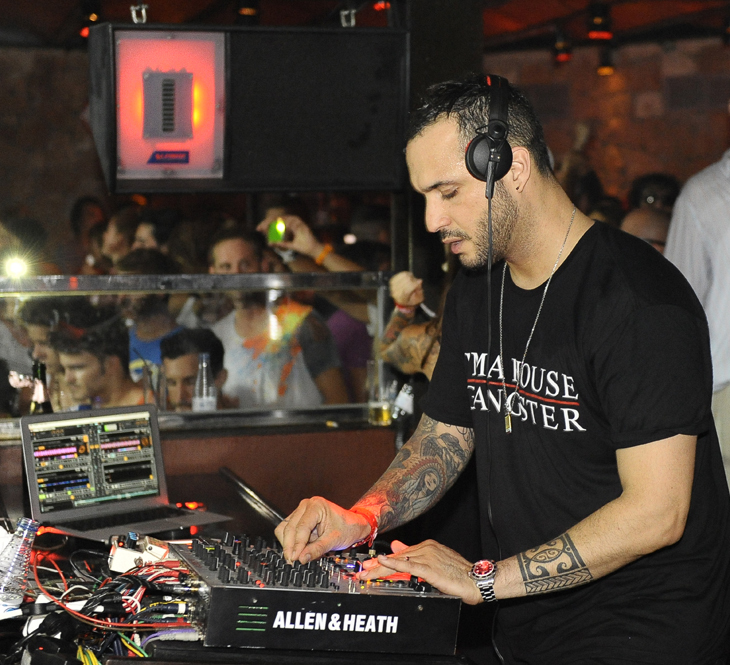
Loco Dice (2012)

Loco Dice (* 10. August 1974 in Düsseldorf; bürgerlich Yassine Larkin) ist ein deutscher DJ und Produzent in der elektronischen Musikszene, der teilweise dem Genre des Deep House zugerechnet wird.
Loco Dice, der als Sohn tunesischer Eltern in Düsseldorf aufwuchs und dort lebt, begann seine Karriere als Hip-Hop-DJ und Rapper bei den Uptown Partys. Er war an Produktionen von Künstlern wie zum Beispiel Usher, Ice Cube, Jamiroquai, Snoop Dogg und R. Kelly beteiligt. Loco Dice betreibt das Plattenlabel Desolat und En Couleur.

## Diskographie (Auswahl)
Singles / EPs
- Phat Dope Shit (PDS) - Four:Twenty Recordings (2002)
- City Lights / Dynamite Love - Four:Twenty Recordings (2003)
- Cellar Door - Four:Twenty Recordings (2003)
- Menina Brasileira - Ovum Recordings (2005)
- Harissa - Cadenza Recordings (2006)
- Carthago - Cocoon Recordings (2006)
- Flight LB 7475 / El Gallo Negro - Ovum Recordings (2006)
- Seeing Through Shadows - M_nus (2006)
- Porcupine / Latex - Rebelone Recordings (2006)
- Pimp Jackson Is Talkin' Now!!! (2008)
- Untitled - Desolat (2009)
- Definition - Desolat (2009)
- La Bicicletta - Cocoon Recordings (2010)
- Knibbie Never Comes Alone / Loose Hooks - M_nus (2011)
- Toxic - Desolat (2012)
- Lolopinho - Desolat (2013)
- Slow Moves - Cocoon Recordings (2013)
- Get Comfy feat. Giggs - Ultra Music (2016)
- Keep It Low feat. Chris Liebing - Ultra Music (2016)
- Party Angels feat. JAW - Ultra Music (2016)
- $lammer - Cuttin' Headz (2018)
- Positive Vibin' - KMS (2018)
- Roots - Desolat (2018)
- Out Of Reach - Desolat (2018)
- Sweet Nectar Blossom - En Couleur (2020)

Alben / LPs
- 7 Dunham Place (4x12") Desolat (DMD Discomania), 2009 (CD/digital) Desolat, 2009
- Underground Suicide (4x12" + 4 Remix 12"s + USB Stick Vinyl Box / digital) Desolat / Ultra Music, 2016
- Love Letters (3x12" / digital) Desolat, 2018

Remixe
- Timo Maas - Help Me (Loco Dice Remix) - Perfecto Records (2002)
- Mousse T. - Toscana (Loco Dice Remix) - Peppermint Jam Germany (2003)
- Daniel Taylor - MORD - Four Twenty (2005)
- Layo & Bushwacka! - Life 2 Live (feat Green Velvet - Loco Dice Remix) - Olmeto (2006)
- Warren G feat. Snoop Dogg - Get U Down - Peppermint Jam Germany (2006)
- Raw G - Down You Get - Peppermint Jam Germany (2006)
- Martin Landsky - 1000 Miles (Loco Dice Remix) - Poker Flat Recordings (2006)
- Dani Koenig - Hard South Americans (Loco Dice Chunk The Funk Remix) - Four Twenty (2006)
- Terre Thaemlitz - Social Material/Class (Loco Dice Remix) - Mule Electronic (2007)
- Dennis Ferrer - Son Of Raw (Loco Dice 7emixes) - Objektivity (2007)
- Kevin Saunderson - Bassline (Loco Dice remix) - Planet E (2007)
- Kabale und Liebe & Daniel Sanchez - Mumbling Yeah (Loco Dice Tribute remix) - Remote Area (2007)
- Onur Özer - Eclipse (Loco Dice Remix) - Vakant (2008)
- Riz MC - Radar (Loco Dice In The Box remix) - Crosstown Rebels (2008)
- Tokyo Black Star - Game Over (Loco Dice Remix) - Innervisions (2008)
- Tiga - Beep Beep (Loco Dice Remix) - Turbo (2009)
- Eastmen - U Dig (Loco Dice Remix) - Soma Recordings (2011)
- Tripmastaz - Roll Dat (Loco Dice Mix) - Magnetic (2011)
- Paperclip People - Parking Garage Politics (Loco Dice Remix) - Planet E (2011)
- Carl Cox - Family Guy (Loco Dice Remix) - Intec (2011)
- Mr. Tophat & Art Alfie - Crab At The Green Hunter (Loco Dice Remix) - Karlovak (2014)
- Basement Jaxx - Mermaid of Salinas (Loco Dice Remix) - Atlantic Jaxx (2015)
- Nightmares Of Wax - A Case Of Funk (Loco Dice Remix) - WARP (2015)
- Neneh Cherry - Everything (Loco Dice Remix) - Smalltown Supersound (2015)
- youANDme feat. Black Soda - Take Away (Loco Dice Remix) - Desolat (2015)
- Disclosure - Magnets (Loco Dice Remix) - Universal (2015)
- Black Coffee - Buya (Loco Dice Remix) - Get Physical (2016)
- Moby - Go (Loco Dice Mo' Strings Remix) - Desolat (2016)
- Kerri Chandler - Six Pianos (Loco Dice Remix) - Katz Theory (2017)
- Jerome Hadey feat RZA - Tomorrow (Loco Dice Remix) - Vinyl Factory (2018)
- Timo Maas - Dark Society (Loco Dice Remix) - Desolat (2018)
- Guti - Red Eye (Loco Dice Remix) - Cuttin' Headz (2018)
- Skrillex, Boys Noize & Ty Dolla $ign - Midnight Hour (Loco Dice Remix) - 2019

### Compilations
- DC10 Monday Morning Sessions - Four Twenty (2005)
- Minimal Explosion - Mixmag (2005)
- Green & Blue - Cocoon Recordings (2005)
- Electronic Flavors #1 - Phillip Morris (2006)
- Time Warp - Time Warp (2007)
- The Lab - NRK (2009)
- Ten Years Cocoon Ibiza - Cocoon Recordings (2009)
- Amnesia Underground #10 - Amnesia (2010)
- 5 Years Desolat - Desolat (2013)
- Loco Dice In The House - Defected (2013)
- Past + Present - Mixmag (2015)

### Special
- VJ - Battle Of The DJs - MTV (2002)
- Runway Music for Marcelo Burlon - Men Fashion Week Milan SS19 - (2019)
- Runway Music for Marcelo Burlon - Men Fashion Week Milan SS20 - (2020)